# Parque nacional Los Médanos de Coro
El Parque Nacional Los Médanos de Coro es un parque nacional ubicado en el estado Falcón que abarca la jurisdicción de los municipios Miranda, Colina y Falcón, en el noroeste de Venezuela. Su área más importante está circunscrita alrededor del istmo, en la vía a la Península de Paraguaná. El istmo comprende una franja de 30 km de largo por 5 km de ancho, al sur de la franja se encuentra el parque nacional con 91.280 hectáreas abarcando todo el norte de la ciudad de Santa Ana de Coro ciudad declarara patrimonio de la humanidad. Posee una altura media de 20 m s.n.m. (metros sobre el nivel del mar). Sus acumulaciones arenosas se desplazan de forma cambiante debido a la acción de los vientos alisios que soplan de este a oeste. Los Médanos de Coro fueron declarados parque nacional el 6 de febrero de 1974, abarca una superficie de 80 866 ha.
Los Médanos de Coro son formaciones de arena características del relieve del estado Falcon, siendo este parte del sistema Lara-Falcón por sus dunas que sobrepasan los 8 m s.n.m. Este parque nacional preserva el área protegida más cercana al Golfo de Venezuela. Además, preserva un muy vulnerable desierto costero siendo el desierto más importante de Venezuela.

## Formación de los Médanos
Las arenas suaves y secas de este parque nacional son consecuencia de la erosión eólica sobre las rocas que con el tiempo son partidas en pedazos muy pequeños convirtiéndolas en arenilla y ésta, al desplazarse por la continua acción del viento, se va acumulando en parvas, convirtiéndose poco a poco a dunas que continuamente cambian de forma ya que están en continuo movimiento. Por ello también los médanos han recibido el nombre de arenas nómadas.

## Formaciones de médanos similares en otros lugares de Venezuela
También existen formaciones similares en otras partes del país: en la vía a Castilletes, en la isla de Zapara (estado Zulia), en el cabo San Román, en los alrededores de Puerto Cumarebo (estado Falcón), y en los llanos venezolanos, en los alrededores del parque nacional Santos Luzardo (estado Apure) y el parque nacional Aguaro Guariquito (estado Guárico).
En los médanos de Tocópero y Puerto Cumarebo, fuera de los límites del parque pueden observarse 'médanos fósiles', colinas de sustrato arenoso formadas por la compactación de los médanos y cubiertas por vegetación permanente. Estas son de diferentes tamaños y muestran diferentes niveles de desarrollo de la vegetación, por lo que probablemente representen diferentes etapas de formación, previas a los actuales Médanos de Coro.
Sin embargo no son tan grandes ni son preservadores del concepto de los Médanos de Coro.

## Declaratoria como parque nacional
Los Médanos de Coro fueron declarados parque nacional debido a su belleza natural y por mantener el concepto de Bioma desértico, además de ser el único desierto de la costa del Caribe en estar siempre en movimiento y que cada médano sobrepasa los 8 m s. n. m. También se protege una fosa marina con mangles.

## Paisaje

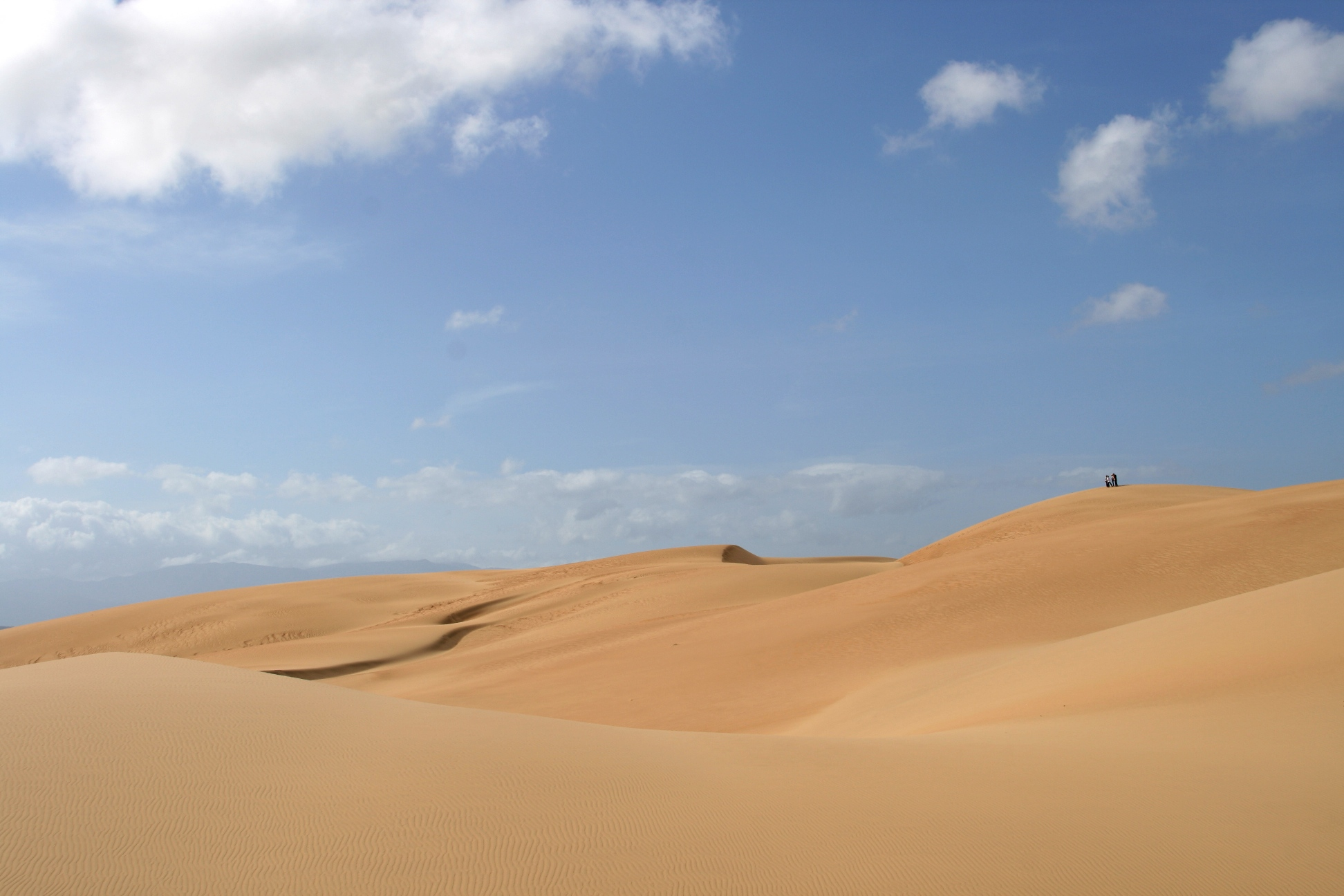
Este parque nacional forma parte del sistema montañoso lara-falcón

El Parque está constituido en su mayor extensión por el istmo que une el resto del Estado con la Península de Paraguaná, en el cual aparecen elementos dominantes del paisaje: Los Médanos (formación de dunas), las comunidades arbustivas de manglares, las tierras con vegetación herbácea y espinares. El paisaje de este desierto venezolano está compuesto por dunas de 20 metros de alto sobre el nivel del mar aproximadamente, médanos y marismas salitrosas.

## Flora y fauna

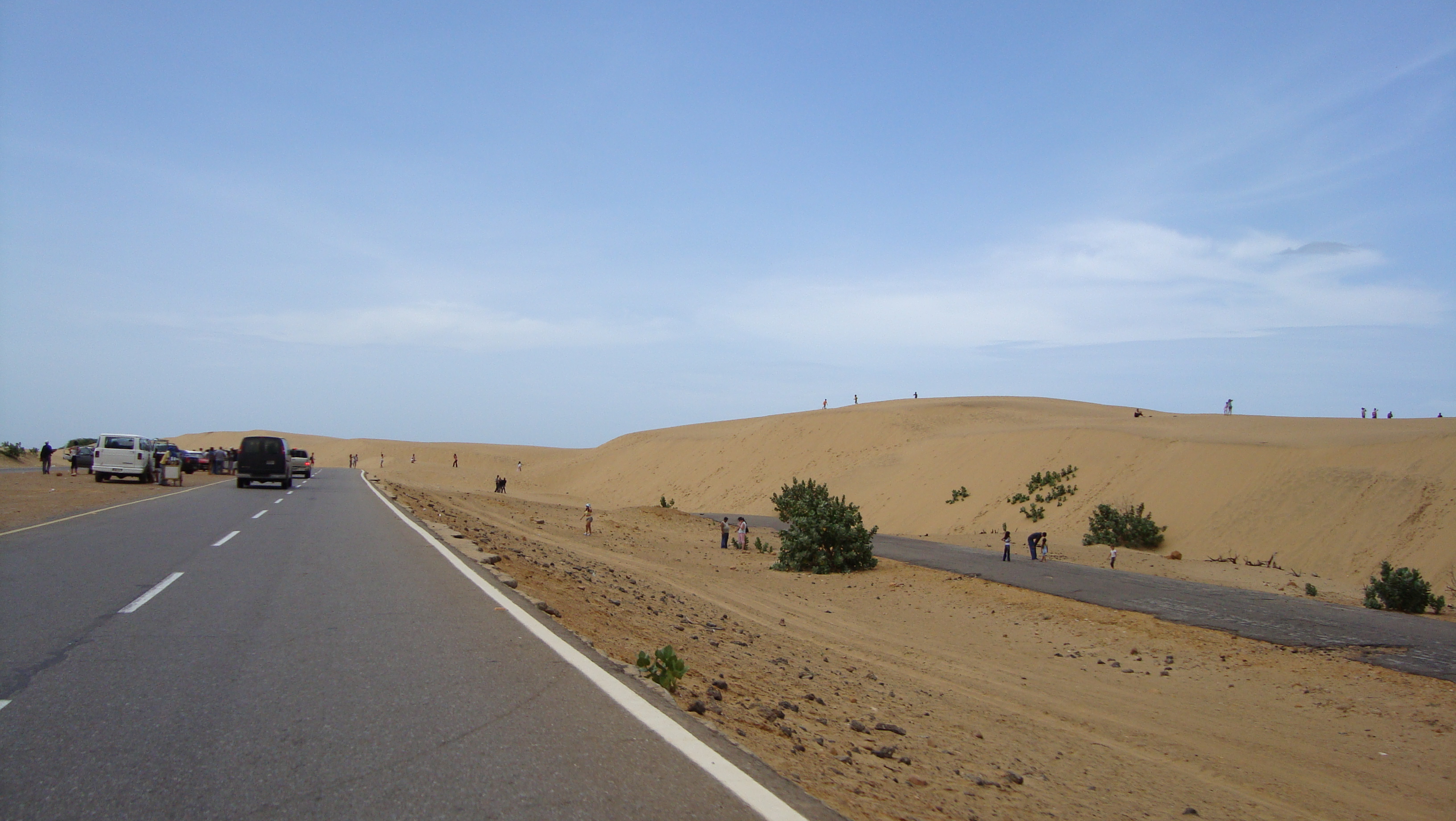
Médanos de Coro vistos desde la carretera Coro-Punto Fijo.

### Flora
Al ser el desierto más grande de Venezuela la vegetación está adaptada para sobrevivir al exceso de calor y la falta de agua, los árboles grandes son escasos, entre la flora se destacan principalmente arbustos como el Cují (Prosopis juliflora), el yabo, el dividive, el guayacán, el olivo, la Acacia berlandieri, el huizache (Vachellia farnesiana), el cariaquito (Lantana), el guaritoto o Pringamosa (Urera baccifera) y el Algodón de seda (Calotropis gigantea) que sirve como alimento para las mariposa monarca (Danaus plexippus); Entre las distintas especies de cactus se destacan el cardón lefaria (Stenocereus griseus), el cardón de breva (Cereus repandus), la pitahaya anaranjada (acanthocereus tetragonus), el buche (Melocactus curvispinus) y también diversas tunas como la tuna guajira (Opuntia caracasana) además de ser el hábitat del cactus híbrido Guasabara o Tuna Chivera de las especies Cylindropuntia × vivipara y Cylindropuntia leptocaulis. Existen arbustivas de manglares en costas fangosas. También existen plantas urticantes como la pringamosa. Entre las enredaderas que se pueden encontrar en los médanos destacan la parchita de monte y el cundeamor. También existen algunas especies de Agaves mientras que en arenas más firmes y húmedas cercanas a Cararapa se pueden encontrar la famosa pepa de zamuro (Mucuna pruriens).

### Fauna
Pese a ser un desierto, es uno de los lugares con una fascinante variedad de especies de animales, la mayoría están adaptados para sobrevivir a las fuertes condiciones de los médanos, entre las especies de mamíferos se destacan conejos silvestres, el osito melero o Tamandua, el puercoespín arborícola (Coendou prehensilis), el cachicamo montañero (Dasypus novemcinctus), la marmosa del desierto (Marmosa xerophila) y el murciélago bigotudo de Paraguaná (Pteronotus paraguanensis) entre los mamíferos carnívoros destacan el zorro y el cunaguaro (Leopardus pardalis).
Entre los reptiles se destaca la falsa mapanare de Paraguaná (Leptodeira bakeri), esta es una especie endémica de Venezuela y en peligro de desaparecer, así como se encuentran otras distintas especies de serpientes como la víbora de cascabel (Crotalus durissus), la coral verdadera, la Sabanera (mastigodryas pleei), la ratonera Cleia, la boa constrictor o traga venado. Hay algunas especies de geckos, aguaceritos (Anolis), visures como Cnemidophorus lemniscatus, la tortuga pechoquebra'o (Kinosternon scorpioides) y el Morrocoy Sabanero (Chelonoidis carbonaria), a las cercanías a la desembocadura del río coro se pueden encontrar Babas o caimanes de anteojo (Caiman crocodilus).
Destacan además aves como el cardenal, el cardenalito, el turpial, el mochuelo, el Gavilán, el caricare, el Martín pescador y el zamuro. Entre los invertebrados destacan el ciempiés más grande del mundo: la escolopendra gigante (Scolopendra gigantea), escorpiones, mariposas, tarántulas como la tarántula azul de Paraguaná (Chromatopelma cyaneopubescens), también destacan el cangrejo fantasma (Ocypode quadrata) y el cangrejo baúl (Calappa calappa).
En las aguas marinas del istmo de los médanos se encuentran una gran variedad de peces, como tiburones entre los que destacan el tiburón ballena (Rhincodon typus), el tiburón tigre o tintorera (Galeocerdo cuvier) y el cazón (Galeorhinus galeus) así como distintas anguilas como la morena verde (Gymnothorax funebris).

## Clima

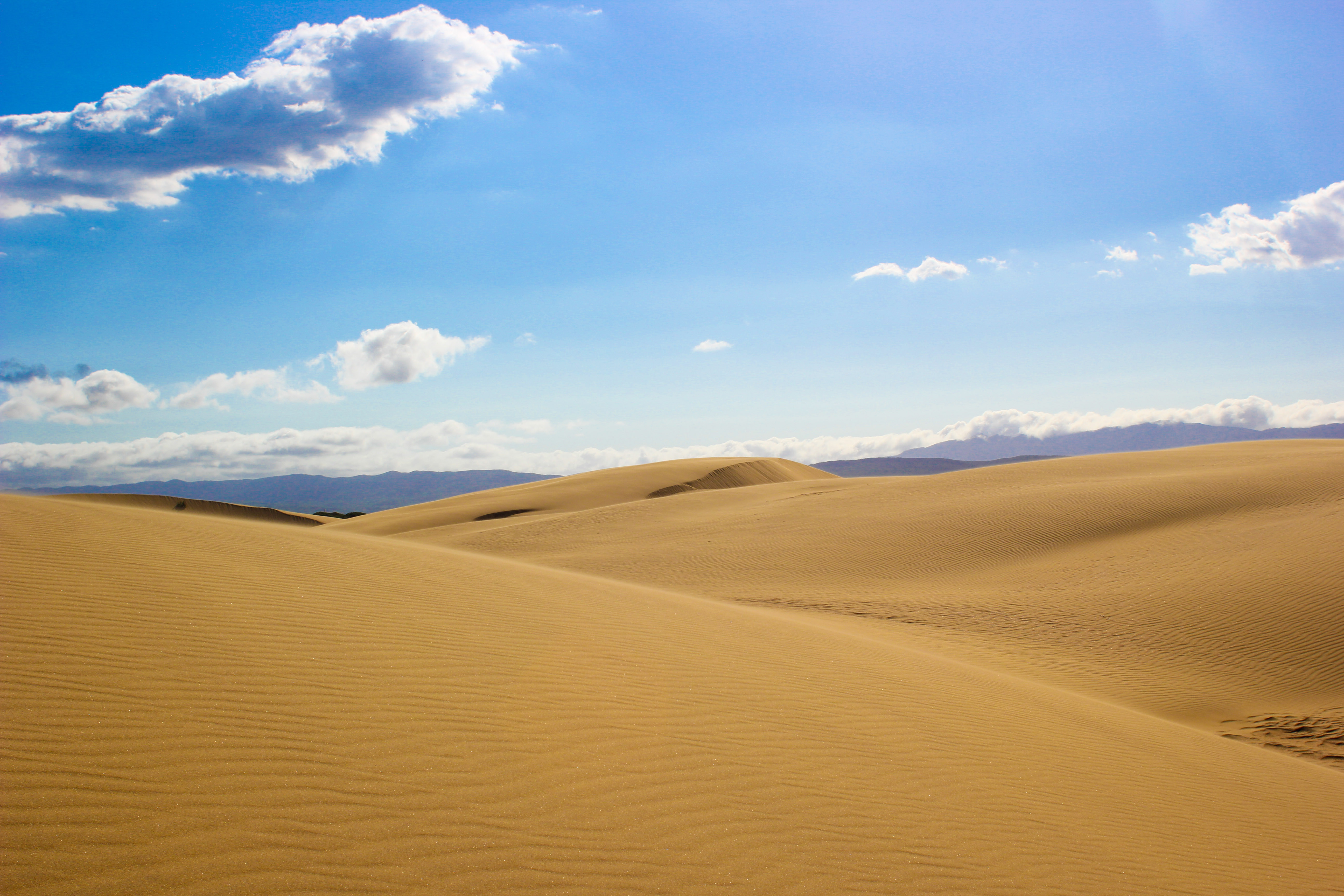
Dunas de arena.

El clima del parque es uno de los más áridos de Venezuela, y la temperatura promedio es uniforme a lo largo del año, oscilando entre los 26 °C y los 29 °C, con temperaturas extremas de 35 °C en sombra y mínimos por debajo de los 16 °C. Las precipitaciones son escasas, de 250 a 498 mm.

## Atractivos turísticos
Entre los atractivos más destacados esta el hecho de ser el desierto más grande de Venezuela, sus arenas amarillas están en contraste con el fondo verde y boscoso del Parque Nacional Juan Crisostomo Falcón cuyas colinas pueden visualizarse desde los médanos. En el parque se resalta la presencia de antiguas calzadas, cementerios y asentamientos de la época Precolombina que se encuentran entre las dunas, las calzadas hacia los puertos pesqueros cercanos a la población de Tacuato, también se destaca la capilla de Ánimas de Guasare la cual está dedicada en tributo y honra a centenares de personas que murieron durante una fuerte hambruna de 1912 que sufrió la península de Paraguaná donde emigraban a Coro en busca de alimento y agua pero morían deshidratados en el desierto, en dicha donde se puede detener el transeúnte a rezar por estas ánimas o almas de personas que murieron.
También se encuentra el Paseo "Monseñor Francisco José Iturriza" conocido como el "Monumento a La Madre" donde se hacen distintas actividades culturales, hay restaurantes y además se encuentra el Serpentario Movil, el único Serpentario del estado falcón que alberga una gran cantidad de especies de serpientes originarias de Venezuela.
Acercándose al municipio colina también se puede llegar al Jardín Botánico Xerófito Dr. León Croizat fundado en 1970 por el científico italiano León Croizat y su esposa la naturalista húngara Catalina Knshaber donde ambos reunieron distintas especies de plantas de todo el mundo principalmente vegetación xerófita. También desde los médanos se puede llegar a la playa de La vela de coro misma que posee un color marrón cremoso a consecuencias del desplazamiento de las arenas de los médanos en una corriente Marina.

## Contaminación y problemas ambientales
Este extenso parque nacional comprende unas dunas en constante movimiento que tienden a cubrir gran parte de la autopista coro-Punto Fijo; A consecuencia de ello se debe estar constantemente retirando la arena que bloquea y obstruye la autopista principal hacia Paraguaná.
Las arenas retiradas con diversas máquinas, contienen sedimentos y fragmentos de asfalto de la carretera, y son arrojados al otro lado de la autopista llenando de sedimentos gran parte de las dunas, las cuales por la abundancia de sedimentos son de un color oscuro además de ser utilizadas por la población para desechar basura sólida y botellas de vidrio.Para solucionar la contaminación se han propuesto crear una nueva vía para evitar el arojo de sedimentos.

## Acceso

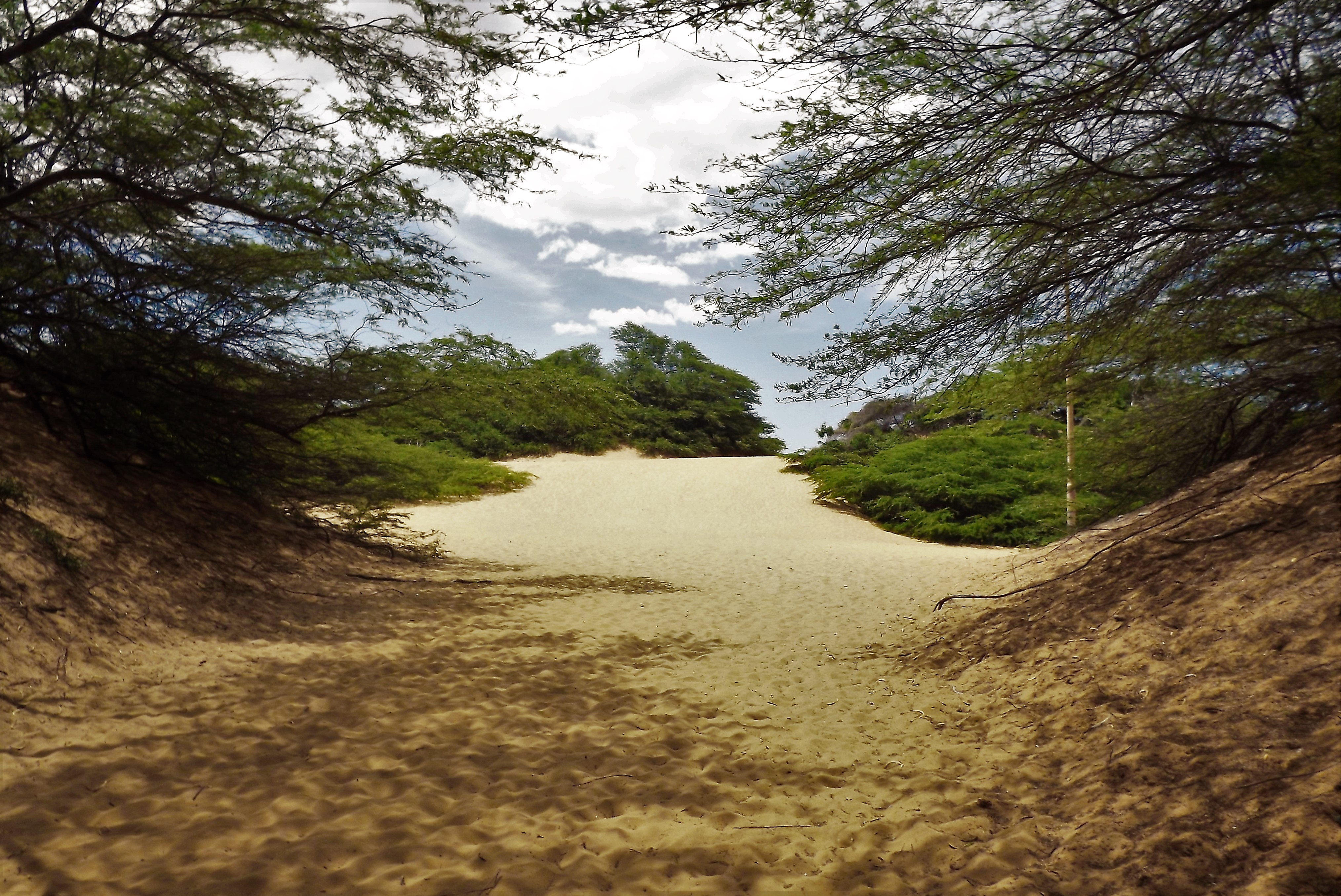
Entrada a Los Médanos de Coro desde el paseo Monseñor Iturriza.

Las vías de acceso a Los Médanos son varias, sin embargo las más comunes son: la entrada desde el Paseo "Monseñor Iturriza", o por la autopista Coro-Punto Fijo.